# クレイトン・スタンリー
クレイトン・スタンリー（Clayton Stanley, 1978年1月20日 - ）は、アメリカ合衆国の元男子バレーボール選手。元アメリカ代表。

## 来歴
ハワイ州・ホノルル出身。父ジョン・スタンリーは1968年メキシコシティオリンピックに出場し、バレーボール殿堂入りを果たした元バレーボール選手。
2000年、ナショナルチームのオポジットに選出され、アメリカ代表として通算173試合に出場。2008年北京オリンピックで20年ぶりとなるアメリカの金メダル獲得に貢献し、最優秀選手賞、ベストスコアラー賞、ベストサーバー賞の3賞を受賞した。
所属クラブでは、ギリシャリーグのイラクリス・テッサロニキ在籍時の2005年にリーグ優勝とカップ優勝の2冠を経験。その後移籍したロシアスーパーリーグのディナモ・カザンでは、2007-08年欧州チャンピオンズリーグの初優勝に貢献し、MVPを獲得した。
2008年、北京オリンピックで金メダル獲得に貢献し、自身もMVPとベストサーバー賞を受賞した。2012年、ロンドンオリンピックで膝を負傷し、この大会が自身の主要国際大会の最後の出場となった。
2013年9月、サントリーサンバーズ入団が発表された。
2016年、現役を引退した。
2021年10月、ローガン・トム、トッド・ロジャースと共にバレーボール殿堂入りを果たした。

## 球歴
- オリンピック - 2004年（4位）、2008年（金メダル）、2012年
- 世界選手権 - 2006年（10位）
- ワールドカップ - 2007年（4位）
- ワールドグランドチャンピオンズカップ - 2005年（準優勝）
- ワールドリーグ - 2007年（3位）、2008年（優勝）

## 所属クラブ
- パナシナイコス （2001-2004年）
- イラクリス・テッサロニキ （2004-2006年）
- ゼニト・カザン （2006-2010年）
- ウラル・ウファ （2010-2011年）
- サントリーサンバーズ（2013-2016年）